# Liste der Monuments historiques in Arville (Seine-et-Marne)
Die Liste der Monuments historiques in Arville (Seine-et-Marne) führt die Monuments historiques in der französischen Gemeinde Arville auf.

## Liste der Bauwerke
| Bezeichnung              | Beschreibung              | Standort | Kennzeichnung | Schutzstatus | Datum | Bild           |
| ------------------------ | ------------------------- | -------- | ------------- | ------------ | ----- | -------------- |
| Kirche St-Pierre-St-Paul | Erbaut im 12. Jahrhundert | (Lage)   | PA00086796    | Classé       | 1922  | weitere Bilder |

## Liste der Objekte
| Bezeichnung                                                                           | Beschreibung                                 | Standort                               | Kennzeichnung | Schutzstatus | Datum | Bild |
| ------------------------------------------------------------------------------------- | -------------------------------------------- | -------------------------------------- | ------------- | ------------ | ----- | ---- |
| Kanzel                                                                                | Holz, 19. Jahrhundert                        | in der Kirche St-Pierre-St-Paul (Lage) | PM77004061    | Inscrit      | 1982  |      |
| Priestersitz                                                                          | Holz, 18./19. Jahrhundert                    | in der Kirche St-Pierre-St-Paul (Lage) | PM77003273    | Inscrit      | 1979  |      |
| Triumphbalken mit Jesus, Maria und Johannes                                           | Nußbaum- und Eichenholz, 16./17. Jahrhundert | in der Kirche St-Pierre-St-Paul (Lage) | PM77004277    | Inscrit      | 1984  |      |
| Weihwasserbecken                                                                      | Stein, 16. Jahrhundert                       | in der Kirche St-Pierre-St-Paul (Lage) | PM77003491    | Inscrit      | 1980  |      |
| Skulptur: Apostel Paulus (?)                                                          | Holz, farbig gefasst, 16./17. Jahrhundert    | in der Kirche St-Pierre-St-Paul (Lage) | PM77004063    | Inscrit      | 1982  |      |
| Retabel des Hauptaltars mit Tabernakel und zwei Skulpturen: Apostel Petrus und Paulus | Holz, polychrom gefasst, 17. Jahrhundert     | in der Kirche St-Pierre-St-Paul (Lage) | PM77002422    | Inscrit      | 1977  |      |
| Wandverkleidung und Chorgestühl                                                       | Holz, 18./19. Jahrhundert                    | in der Kirche St-Pierre-St-Paul (Lage) | PM77003272    | Inscrit      | 1979  |      |
| Taufbecken mit Deckel                                                                 | Holz und Stein, 16. Jahrhundert              | in der Kirche St-Pierre-St-Paul (Lage) | PM77003492    | Inscrit      | 1980  |      |
| Skulptur Madonna mit Kind                                                             | Stein, 16. Jahrhundert                       | in der Kirche St-Pierre-St-Paul (Lage) | PM77003490    | Inscrit      | 1980  |      |
| Vier Kirchenbänke                                                                     | Holz, 19. Jahrhundert                        | in der Kirche St-Pierre-St-Paul (Lage) | PM77004060    | Inscrit      | 1982  |      |
| Schrank mit Prozessionsfahne                                                          | Holz und Stoff, 19. Jahrhundert              | in der Kirche St-Pierre-St-Paul (Lage) | PM77004064    | Inscrit      | 1982  |      |
| Epitaph für Jean-Baptiste Davoineau                                                   | Holz, bemalt, 1749                           | in der Kirche St-Pierre-St-Paul (Lage) | PM77004062    | Inscrit      | 1982  |      |